# Chill (The Rasmus)
Chill è un singolo del gruppo musicale finlandese The Rasmus, pubblicato il 18 giugno 2001 come secondo estratto dal quarto album in studio Into.

## Tracce
CD singolo (Finlandia)
1. Chill – 4:14
2. F-F-F-Falling (Acoustic Live) – 3:28

CD maxi-singolo (Finlandia)
1. Chill – 4:17
2. Can't Stop Me (Previously Unreleased) – 2:51
3. F-F-F-Falling (Acoustic Live) – 3:30
4. F-F-F-Falling (The Video as MPEG)

Download digitale
1. Chill – 4:17
2. F-F-F-Falling – 3:52

## Formazione
- Lauri Ylönen – voce
- Pauli Rantasalmi – chitarra
- Eero Heinonen – basso
- Aki Hakala – batteria

## Classifiche
| Classifica (2001) | Posizione massima |
| ----------------- | ----------------- |
| Finlandia         | 2                 |